# Ub (Serbia)

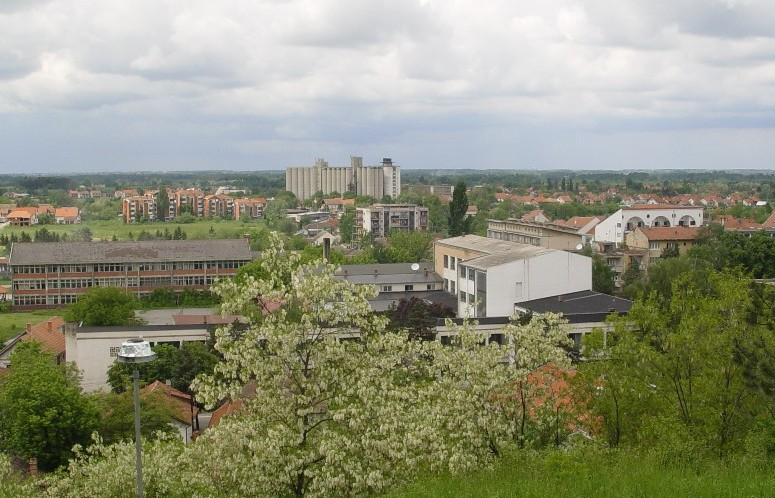
Ub

Ub (Cyrill Serbia:: Уб) là một thị xã và đô thị ở huyện Kolubara của Serbia. Năm 2002, dân số của thị xã là 6.018 người còn dân số của đô thị là 32.104 người.